# Фролово (Карабузинское сельское поселение)
Фролово — деревня в Кашинском городском округе Тверской области, до 2018 года — в составе Карабузинского сельского поселения.

## География
Деревня находится на берегу речки Нерехта (приток Волги) в 18 км на восток от города Кашина.

## История
В архиве Троицкого Колязина монастыря хранилась грамота «купчая на деревня Болотово и пустошь Флорову, 1524 года».
В Кашинской Писцовой книге 1628-1629 годов есть упоминание о селе Фроловском, которое было вотчиной Троице-Сергиева монастыря, в нем имелся храм во имя Фрола и Лавра.
В клировой ведомости 1796 года о селе Фроловском сказано: «Церковь Фроловская, деревянная, возобновлена 1777 года, а вместо оной в 1794 году дана храмоздательная грамата построить каменную в тож наименование».
В 1806 году в селе была построена каменная церковь Флора и Лавра с 3 престолами.
В конце XIX — начале XX века село являлось центром Фроловской волости Калязинского уезда Тверской губернии. 
С 1929 года деревня входила в состав Карабузинского сельсовета Кашинского района Кимрского округа Московской области, с 1935 года — в составе Калининской области, с 1994 года — в составе Карабузинского сельского округа, с 2005 года — в составе Карабузинского сельского поселения, с 2018 года — в составе Кашинского городского округа.

## Население
| 1859 | 1888 | 2002 | 2010 |
| ---- | ---- | ---- | ---- |
| 166  | ↘158 | ↘60  | ↘54  |